# Pravda (Veliko Tarnovo)
Pravda (Bulgaars: Правда) is een dorp in Bulgarije. Het dorp is gelegen in de gemeente Gorna Orjachovitsa in de oblast Veliko Tarnovo. Het dorp ligt hemelsbreed op ongeveer 12 km afstand van de regionale hoofdplaats Veliko Tarnovo en 203 km ten noordoosten van de hoofdstad Sofia.

## Bevolking
Op 31 december 1934 telde het dorp 822 inwoners. Daarna groeide de bevolking langzaam tot een maximum van 1.063 personen in 1975. Tussen 31 december 1975 (1.063 inwoners) en 31 december 2019 (529 inwoners) is de bevolking bijna gehalveerd.
|  |

Van de 630 inwoners reageerden er 570 op de optionele volkstelling van februari 2011. Van deze 570 respondenten identificeerden 564 personen zichzelf als etnische Bulgaren (98,9%), terwijl de overige 6 inwoners ondefinieerbaar waren of een andere etniciteit hadden (1,1%).
| Etniciteit   | Aantal | %     |
| ------------ | ------ | ----- |
| Bulgaren     | 564    | 98,9% |
| Turken       | ...    | ...   |
| Roma         | ...    | ...   |
| Overig       | 6      | 1,1%  |
| Respondenten | 570    |       |